# Boeing 727
Boeing 727 – odrzutowy samolot pasażerski wąskokadłubowy, średniego zasięgu, produkowany od 1963 do 1984 roku przez firmę Boeing w USA. Wyprodukowano 1832 egzemplarze.

## Historia
Pracę nad nowym samolotem pasażerskim przeznaczonym do obsługi średnich tras rozpoczęły się w 1958 roku. Głównym inżynierem został Jack Steiner. Podstawowym zagadnieniem była liczba użytych silników. Przyjęto konfigurację trzysilnikową, dającą w tamtym okresie najlepszą równowagę pomiędzy kosztami eksploatacji, bezpieczeństwem lotu i osiągami. Cały program budowy nowej maszyny obarczony był dużym ryzykiem porażki. Nowa konstrukcja miała się mierzyć z konkurencją ze strony wchodzących do eksploatacji samolotów Sud Aviation Caravelle, Convair 880, Hawker Siddeley Trident i turbośmigłowym Lockheed L-188 Electra a sam Boeing większość swoich środków zaangażował w pracę nad Boeingiem 707. Zielone światło dla nowej konstrukcji dał prezes firmy William Allen pod warunkiem zebrania zamówień na 100 samolotów do grudnia 1960 roku. Na jeden dzień przed wyznaczonym przez Allena terminem Boeing uzyskał zamówienia na 80 egzemplarzy od linii United Airlines i Eastern Air Lines. Pomimo tego, że warunek zdobycia zamówienia na sto samolotów nie został spełniony, Allen wyraził zgodę na kontynuowanie prac i budowę maszyny prototypowej. Potencjał odbiorców pozwalał żywić nadzieję na zwrot zaangażowanych środków i dalsze zamówienia. Głównym odbiorcą, dyktującym warunki jakie musiała spełnić nowa konstrukcja została linia Eastern Air Lines, która potrzebowała maszyny zdolnej do operowania z lotnisk o ubogiej infrastrukturze i obsługi tras średnich i krótkich. Te warunki zmusiły konstruktorów do zaprojektowania samolotu wyposażonego w schody do wejścia i zejścia z pokładu bez korzystania z pomocy z podstawianych schodów oraz wyposażonej w pomocniczy zespół napędowy. Krótkie i średnie trasy charakteryzują się dużą częstotliwością startów i lądowań, zatem nowy samolot musiał charakteryzować się wytrzymałym podwoziem. Pracę nad maszyną prototypową rozpoczęły się pod koniec 1960 roku. Boeing 727 pierwszy raz znalazł się w powietrzu w 1963 roku i przez następną dekadę był najpopularniejszym samolotem pasażerskim na świecie. Był najlepiej sprzedającym się samolotem odrzutowym aż do lat 80. XX wieku, kiedy został wyprzedzony pod tym względem przez swojego następcę Boeinga 737. Stał się pierwszym samolotem pasażerskim sprzedanym w ilości ponad 1000 sztuk (we wrześniu 1972) i pierwszym, który przewiózł miliard pasażerów (w grudniu 1977).

### Wersje samolotu
Stworzone zostały dwie wersje Boeinga 727, każda posiadała kilka podwersji.
727-100 – oblatany 9 lutego 1963 roku, pierwszy lot komercyjny wykonał 1 lutego 1964 roku:
- 727-100C – wersja uniwersalna. Siedzenia mogły być wyjęte, a w ich miejsce wstawiony ładunek.
- 727-100QC – oznaczenie QC – szybka zamiana (ang. Quick Change). Wersja podobna do 727-100C, ale wymiana w niej odbywała się dużo szybciej niż w wersji poprzedniej.
- 727-100QF – oznaczenie QF – samolot transportowy (ang. Quick Freighter). Samolot transportowy używany głównie przez United Parcel Service.

727-200 – oblatany w 27 lipca 1967 roku, pierwsza dostawa miała miejsce 14 grudnia 1967 roku – samolot otrzymały linie Northwest. Jest to  wydłużona  wersja Boeinga 727-100,  seria 200 jest o 6 m dłuższa (ma 46,7 m) od 100 (ma 40,6 m). 3 m zostały dodane przed skrzydłami, a kolejne 3 za nimi. Rozpiętość skrzydeł i wysokość samolotu pozostały takie same, jak w wersji 727-100 (odpowiednio: 32,9 m, 10,3 m).
- 727-200 Advanced (późniejsze egzemplarze) – MTOW i zasięg zostały wydłużone.
- 727-200F Advanced – wersja transportowa.
- Super 27 – prędkość zwiększona o 80 km/h.

### Specyfikacja
| Wersja                          | 727–100                           | 727–200                           | 727-200F                          |        |
| ------------------------------- | --------------------------------- | --------------------------------- | --------------------------------- | ------ |
| Załoga w kokpicie               | 3                                 | 3                                 | 3                                 |        |
| Maksymalna ilość miejsc         | 149                               | 189                               | Nie dotyczy                       |        |
| Długość                         | 40,6 m                            | 46,7 m                            | 46,7 m                            | 46,7 m |
| Rozpiętość skrzydeł             | 32,9 m                            | 32,9 m                            | 32,9 m                            |        |
| Wysokość ogona                  | 10,3 m                            | 10,3 m                            | 10,3 m                            |        |
| Waga bez paliwa                 | 45 360 kg                         | 45 360 kg                         | 70 307 kg                         |        |
| Maksymalna masa startowa (MTOW) | 76 818 kg                         | 95 028 kg                         | 88 360 kg                         |        |
| Maksymalna waga do lądowania    | 62 400 kg                         | 73 100 kg                         | 74 389 kg                         |        |
| Prędkość przelotowa             | 0,81 Mach                         | 0,81 Mach                         | 0,81 Mach                         |        |
| Prędkość maksymalna             | 0,90 Mach                         | 0,90 Mach                         | 0,90 Mach                         |        |
| Pułap                           | 9100–12 000 m Maksymalny 13 000 m | 9100–12 000 m Maksymalny 13 000 m | 9100–12 000 m Maksymalny 13 000 m |        |
| Zasięg przy pełnym obciążeniu   | 2700 NM (5000 km)                 | 2400 NM (4400 km)                 | 2400 NM (4 400 km)                |        |
| Maksymalna ilość paliwa         | 31 000 l                          | 37 020 l                          | 30 238 l                          |        |
| Silniki                         | 3 × Pratt & Whitney JT8D          | 3 × Pratt & Whitney JT8D          | 3 × Pratt & Whitney JT8D          |        |

Źródła: Boeing 727 Specifications, Boeing 727 Airport report

## Sprzedaż
Zamówienia:
| 1983 | 1982 | 1981 | 1980 | 1979 | 1978 | 1977 | 1976 | 1975 | 1974 | 1973 | 1972 |
| ---- | ---- | ---- | ---- | ---- | ---- | ---- | ---- | ---- | ---- | ---- | ---- |
| 1    | 11   | 38   | 68   | 98   | 125  | 133  | 113  | 50   | 88   | 92   | 119  |
| 1971 | 1970 | 1969 | 1968 | 1967 | 1966 | 1965 | 1964 | 1963 | 1962 | 1961 | 1960 |
| 26   | 48   | 64   | 66   | 125  | 149  | 187  | 83   | 20   | 10   | 37   | 80   |

Samoloty oddane do użytku:
| 1984 | 1983 | 1982 | 1981 | 1980 | 1979 | 1978 | 1977 | 1976 | 1975 | 1974 | 1973 |
| ---- | ---- | ---- | ---- | ---- | ---- | ---- | ---- | ---- | ---- | ---- | ---- |
| 8    | 11   | 26   | 94   | 131  | 136  | 118  | 67   | 61   | 91   | 91   | 92   |
| 1972 | 1971 | 1970 | 1969 | 1968 | 1967 | 1966 | 1965 | 1964 | 1963 | 1962 | 1961 |
| 41   | 33   | 55   | 114  | 160  | 155  | 135  | 111  | 95   | 7    | 0    | 0    |

### Użytkownicy
Głównymi użytkownikami były : Aerocontinente, AeroSur, Aerolíneas Argentinas, Aerolíneas Internacionales, Aeroperú, Air Canada, Air France, Air Portugal, ANA, Alitalia, American, Ansett, ASTAR, ATA Airlines, Avensa, Avianca, Aviacsa, Braniff International, China Airlines, Continental Airlines, Continental Micronesia, Copa, CP Air, Delta Air Lines, Dominicana, Eastern Air Lines, FedEx, First Air, Iberia, Iran Air, Japan Airlines, JAT, Korean Air, Lloyd Aereo Boliviano, Lufthansa, Mexicana, LaNica Nicaraguan Airlines, Northeast Airlines, Northwest Airlines, Olympic Airways, Paramountjet, Pan Am, People Express, Philippine Airlines, Pride Air, Republic Airlines (1979-1986), Royal Air Maroc, Sabena, Singapore Airlines, South African Airways, TAA, Transbrasil, United Airlines, US Airways, Varig, VASP, Viasa, Western Airlines, linie czarterowe: Carnival Air Lines, TAME czy Hapag-Lloyd.
W 1990 roku w użyciu w liniach lotniczych pozostawało 1700 samolotów, w 2000 roku – 1180. W kolejnej dekadzie większość z nich wycofano, częściowo na skutek kryzysu rynku lotniczego i wprowadzania bardziej ekonomicznych maszyn.
W sierpniu 2007 roku 620 Boeingów 727 było wciąż używanych. Główni operatorzy to: FedEx (95), United Parcel Service (33), Amerijet International (10), Astar Air Cargo (29), Capital Cargo International Airlines (13), Cargojet Airways (12), Champion Air (16), Custom Air Transport (17), Kelowna Flightcraft (15), Kitty Hawk Aircargo (26), Transafrik (11), Hewa Bora Airways (9), Lloyd Aereo Boliviano (9) i Transmile Air Services (9), Varig Log (8), Líneas Aéreas Suramericanas (8), Safair (7), Syrianair (6). Flight International. Inne linie lotnicze operowały nadal 104 Boeingami 727.
W czerwcu 2013 roku pozostawało eksploatowanych na świecie 180 Boeingów 727, w dużej części przez wojska lotnicze i agencje rządowe.
Firma Zero Gravity Corporation używa Boeingów 727, aby pokazać klientom jak wygląda stan nieważkości. Boeingów 727 używają także VIPy w Belgii i Meksyku. Wojsko Stanów Zjednoczonych używa Boeingów 727 do transportu wojskowego.
Ostatni pasażerski lot Boeinga 727 odbył się 13 stycznia 2019 roku. Boeing 727-200 o znakach EP-ASB należąca do irańskiego przewoźnika Iran Aseman Airlines wykonała lot na trasie z Zahedanu do Teheranu. Samolot, który wybudowany został w 1980 roku, pierwotnie należał do linii Air France. Do Iranu maszyna trafiła w 1994 roku.

## Wypadki

### 1970
- Katastrofa lotu Alaska Airlines 1866
- Katastrofa lotu Air Vietnam 706
- Katastrofa lotu Turkish Airlines 452
- Katastrofa lotu TAP Portugal 425
- Katastrofa lotu Pacific Southwest Airlines 182

### 1980
- Katastrofa lotu Iran Air 291
- Katastrofa lotu VASP 168
- Katastrofa lotu Pan Am 759
- Katastrofa lotu Iberia 610
- Katastrofa lotu Mexicana 940
- Katastrofa lotu Avianca 410
- Katastrofa lotu Delta Air Lines 1141
- Katastrofa lotu Tan-Sahsa 414
- Katastrofa lotu Avianca 203

### 1990
- Katastrofa lotu Libyan Arab Airlines 1103
- Katastrofa lotu ADC Airlines 86
- Katastrofa lotu Air France 422

### 2000
- Katastrofa lotu TAME 120
- Katastrofa lotu UTA 141

### 2010
- Katastrofa lotu Iran Air 277
- Katastrofa lotu Hewa Bora Airways 952

## Galeria

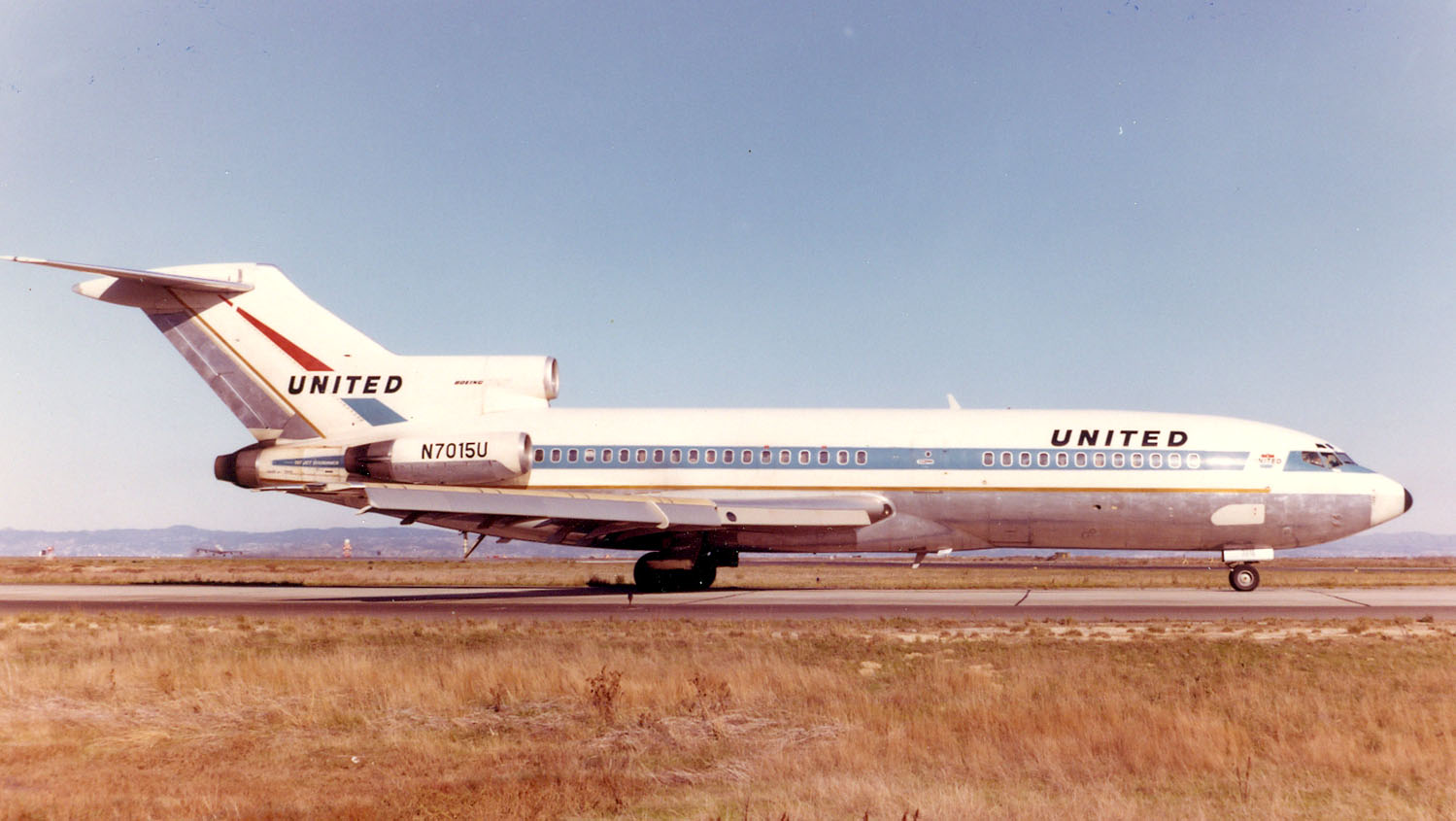
Boeing 727-100 linii United Airlines na płycie Portu lotniczego San Francisco (1964)
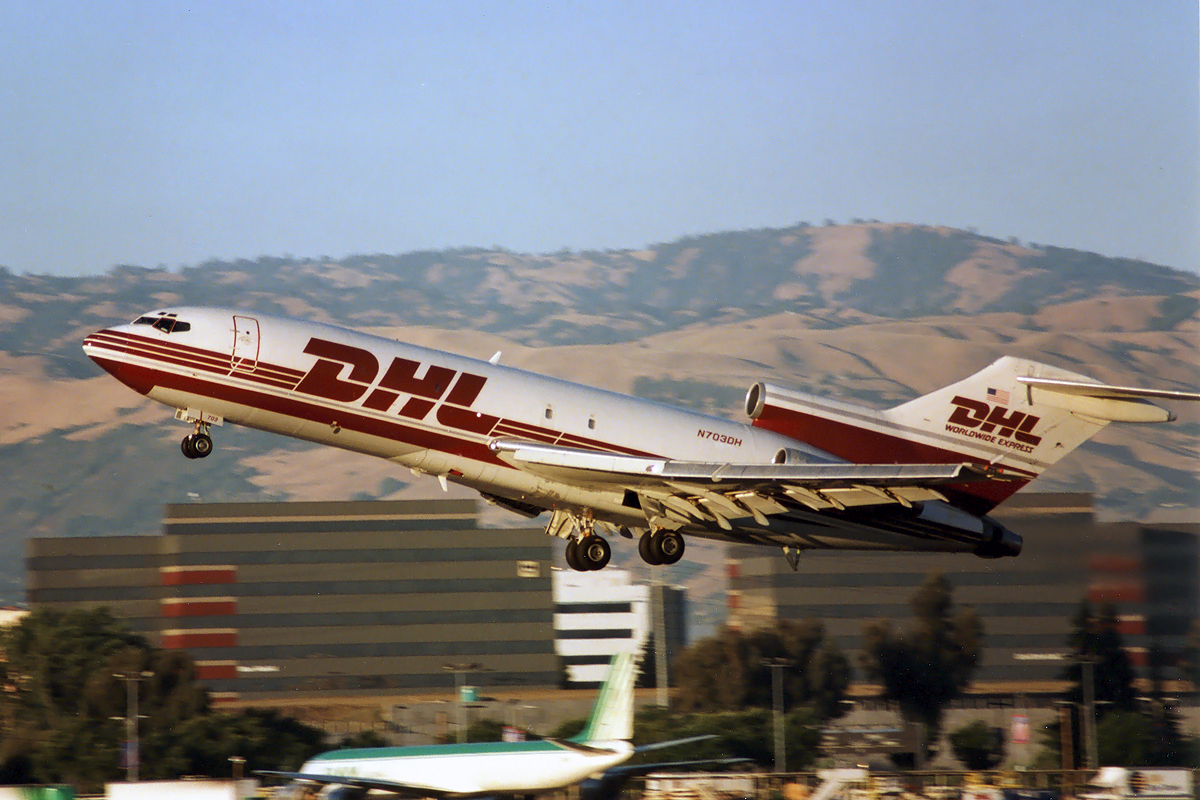
Boeing 727-100(F) w barwach DHL Aviation startujący z Portu lotniczego San Jose (2001)
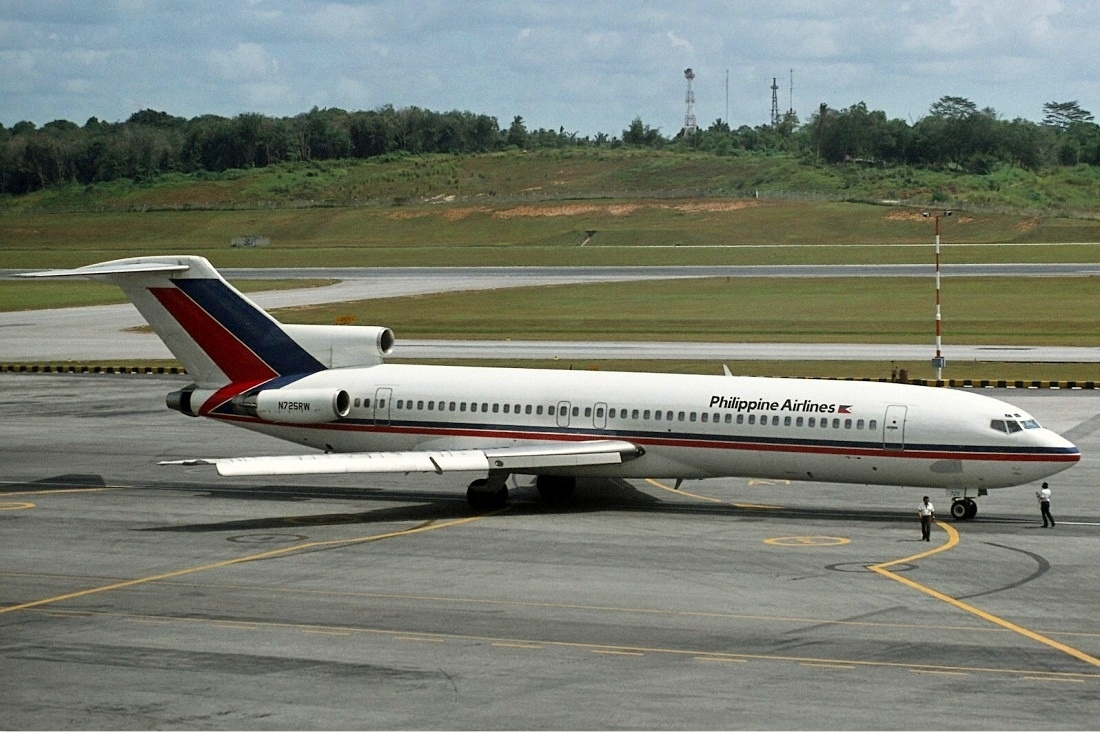
Boeing 727-200 linii Philippine Airlines na płycie Portu lotniczego Singapur-Paya Lebar (1980)
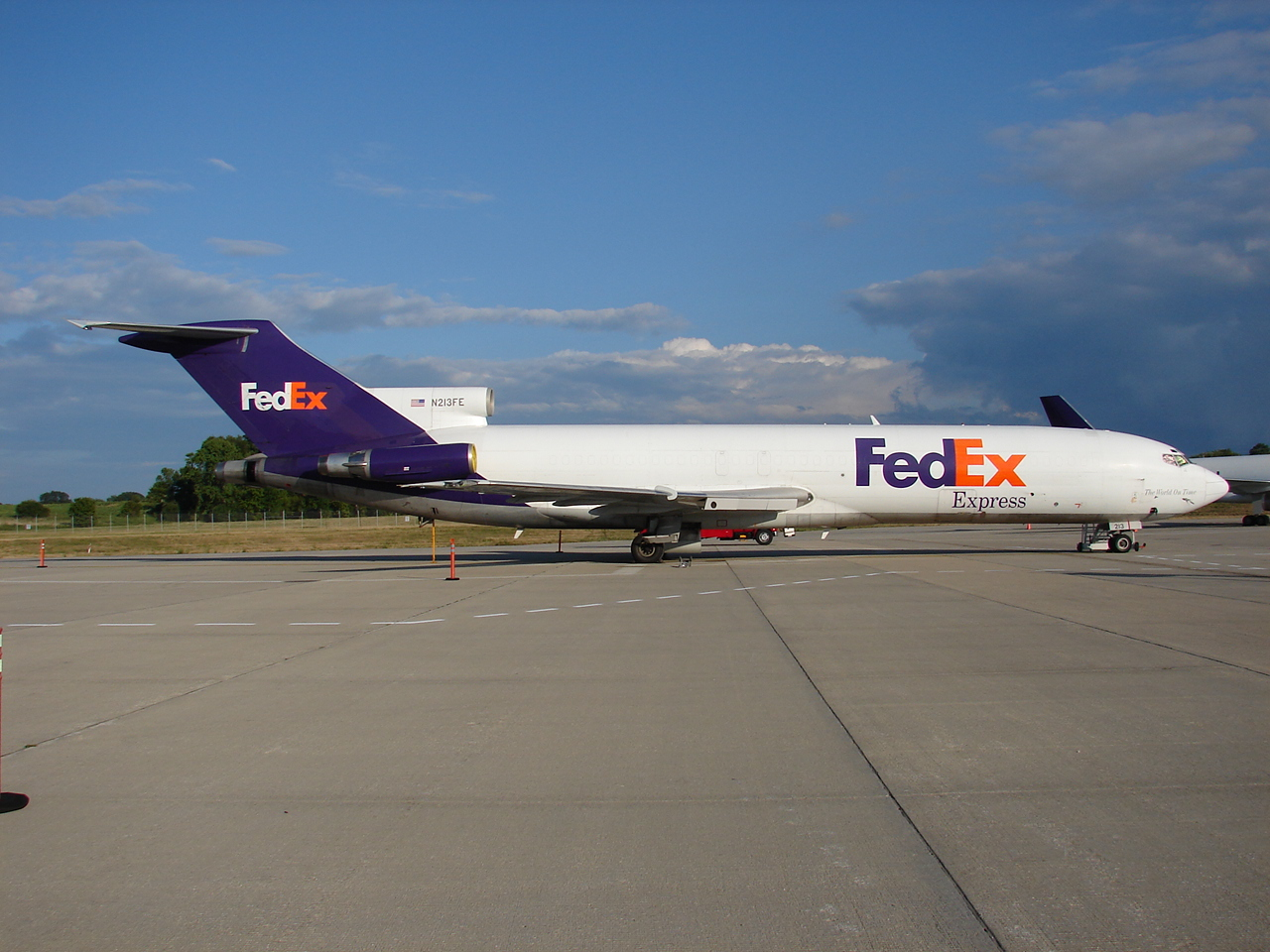
Boeing 727-200F w barwach FedEx Express (2012)